# 火花 (小說)
《火花》（日语：／ Hibana ?）是日本搞笑藝人又吉直樹首次嘗試書寫的中篇小說，最初於文藝春秋出版的雜誌《文學界》2015年2月號公開，刊載的文章因以先現役人氣搞笑藝人所撰寫的純文學小說，雜誌還因此而增刷。本書獲得第28回三島由紀夫獎提名、第153回芥川龍之介獎，不只內容有趣也獲得崇高的文學評價。

## 發行過程
文藝春秋發行的《別冊文藝春秋》編輯淺井茉莉子在2011年私下和自由作家又吉直樹提起，希望能夠請他發表兩本短篇小說，後因淺井茉莉子於2013年轉任《文學界》雜誌編輯部，便再度請又吉直樹撰寫新作品，並在2015年2月號刊載。本書發行前以「藝人撰寫之純文學作品在純文學雜誌初登場」引起話題，1月7日發行首日當天網路各書店立即完賣，1月8日原先決定增刷7,000本，1月9日加印至23,000本，最終累積發行40,000本，是《文學界》雜誌自1933年創刊以來首次增刷。2015年3月11日決定發行單行本，由西川美穗負責封面、大久保明子擔綱裝幀設計。

## 故事大綱
無法在娛樂圈出頭的漫才師藝人，德永，在熱海花火大會上遇見了比自己年長四歲的前輩神谷，希望能請神谷收他為弟子，並接受神谷提出的「幫我寫傳記」的要求。德永一邊懷抱著煩惱，一邊致力於創作搞笑段子故事，也學到搞笑的哲學觀。

## 登場人物
- 德永：本書的主角，在熱海火花大會上認識了神谷並拜他為師。搞笑二人組「Sparks」成員之一。
- 山下：德永從中學時代就認識的朋友。搞笑二人組「Sparks」成員之一。
- 神谷：搞笑組合「阿呆二人組（あほんだら）」成員之一。
- 大林：搞笑組合「阿呆二人組（あほんだら）」成員之一。
- 真樹：和神谷同住的女性。

## 事件紀錄
- 2015年1月7日：全文的〈火花〉首次刊載於文藝春秋出版的《文學界》雜誌。
- 2015年3月11日：單行本《火花》正式在日本出版上市。
- 2015年4月22日：獲得第28回三島由紀夫獎提名。
- 2015年8月19日：電子版賣出超過100,000本。
- 2015年8月21日：獲得第153回芥川龍之介獎。
- 2015年8月21日：3月出版以來累積發行本增加至2,390,000本。
- 2015年8月24日：因獲芥川獎，全文刊載於《文藝春秋》9月特別號[5]，異例發行1,103,000冊。
- 2015年8月27日：以《火花》為故事背景的日劇即將在2016年登場，由日本Netflix發行[6]。
- 2016年6月3日：台灣三采文化發行的台灣中文版《火花》在書店上架[7]。
- 2016年6月3日：原著改編之日劇《火花》在 Netflix 上獨家播映[8]，全球190個國家一次上映全10集。
- 2017年5月：中國人民文学出版社发行由神户国际大学的毛丹青教授翻譯的簡體中文版。[9]

## 評價獲獎
- 第28回三島由紀夫獎提名
- 第153回芥川龍之介獎
- 第28回小学館・DIME流行大獎「文學·娛樂部門」
- Yahoo!搜尋大獎 2015小說部門獎

## 電視劇
2015年11月上旬開始拍攝。於2016年6月Netflix全球首播。

### 演員陣容
- 德永 太步 - 林遣都
- 神谷 才藏 - 波岡一喜（日语：波岡一喜）
- 山下 真人 - 好井正雄（井下好井）[11]
- 大林 和也 - 村田秀亮（日语：村田秀亮）（托羅鮭魚（日语：とろサーモン (お笑いコンビ)））[11]
- 宮野 真樹 - 門脇麥
- 日向 征太郎 - 田口智朗（日语：田口トモロヲ）[12]
- 緒方 健治 - 染谷將太[12]
- 西田 英利香 - 菜葉菜（日语：菜葉菜） [13]
- 西岡德馬（日语：西岡徳馬） - 西岡德馬（本人）
- 阿祿 - 渡邊哲（日语：渡辺哲）[13]
- 小野寺 - 渡邊大知[13]
- 步美 - 德永绘里[13]
- 望月 - 溫水洋一[13][14]
- 恩田 - 宮崎吐夢（日语：宮崎吐夢）[13]
- 渡邊 - 小林薰[12]
- 百合枝 - 高橋瑪莉潤[13]
- 由紀 - 山崎惠（日语：山﨑ケイ）（同桌開始（日语：相席スタート））
- 笹本 英樹 - 忍成修吾[13]
- 里島 誠 - 村杉蝉之介（日语：村杉蝉之介）[13]
- 熱海的活動主辦者 - 山本浩司（日语：山本浩司 (俳優)）[13]
- 熱海的居酒屋店員 - 山本彩（NMB48·演員表中亦有列出當時兼任的AKB48文字）[12]
- 燒烤店店員 - 武田梨奈[13]
- 聯誼對象 - 今井華（日语：今井華）、島袋聖南[13]

### 製作人員
- 總導演 - 廣木隆一（日语：廣木隆一）
- 導演 - 白石和彌、沖田修一（日语：沖田修一）、久万真路、毛利安孝
- 劇本統籌 - 加藤正人（日语：加藤正人 (脚本家)）
- 劇本 - 加藤正人、高橋美幸（日语：高橋美幸）、加藤結子
- 劇本協力 - 板尾創路（日语：板尾創路）

## 電影
2017年11月上映。導演板尾創路，板尾創路與豐田利晃編劇，主演為菅田將暉與桐谷健太。
同年3月中旬開拍。

### 演員陣容
- 德永 - 菅田將暉
- 神谷 - 桐谷健太
- 真樹 - 木村文乃
- 山下 - 川谷修士（日语：川谷修士）（兩把手槍（日语：2丁拳銃））
- 大林 - 三浦誠己（日语：三浦誠己）

### 製作人員
- 原作 - 又吉直樹「火花」（文藝春秋 出版）
- 導演 - 板尾創路（日语：板尾創路）
- 編劇 - 板尾創路、豐田利晃（日语：豊田利晃）
- 製作公司 - 吉本創意事務所（日语：よしもとクリエイティブ・エージェンシー）、東寶電影
- 協力製作 - 、
- 發行 - 東寶

## 來源引用
1. ↑  . 朝日新聞. 2015年4月22日  [2016年1月11日]. （原始内容存档于2015年7月20日） （日语）. 　新鋭作家の純文学作品に与えられる三島由紀夫賞と、優れたエンターテインメント作品に与える山本周五郎賞（ともに新潮文芸振興会主催）の候補作が２２日発表され、三島賞の候補に、芸人の又吉直樹さん（３４）の「火花」（文芸春秋）が入った。
2. ↑  内藤麻里子、鶴谷真. . 每日新聞. 2015年6月19日  [2016年1月11日]. （原始内容存档于2016年3月7日） （日语）. 日本文学振興会は第１５３回芥川・直木賞の候補作を発表した。お笑い界や映画界からの越境組を交え、両賞とも６人がノミネート。選考会は７月１６日、東京都内で開かれる。
3. ↑  北野新太. . スポーツ報知. 2015年7月17日  [2016年1月11日]. （原始内容存档于2015年12月9日） （日语）. 　純文学誌「文学界」（文芸春秋）編集部の浅井茉莉子さん（３１）は「火花」の担当編集者で、又吉の文才に注目して小説執筆を依頼した「作家・又吉直樹」の生みの親でもある。伴走した５年間をスポーツ報知に語った。
4. ↑  林水福. . 自由時報. 2015年7月19日  [2016年1月11日]. （原始内容存档于2019年1月7日） （中文（繁體））. 〈火花〉寫的是年輕「漫才師」德永從二十歲開始的十年間。（漫才為日本傳統曲藝之一。二人一組，一問一答，一唱一和逗觀眾發笑。一人扮傻呼呼的滑稽腳色，一人演神智正常者展開話題，常以社會問題為主題，語多詼諧，諷刺，運用方言，雙關語。）故事從熱海花火大會設置的舞台開始，年輕藝人德永（作品中使用第一人稱）注意到沒人欣賞，可是演藝一流的漫才師神谷。工作結束後，年長四歲的神谷邀德永喝酒，酒酣耳熱之際，德永請求神谷收他為徒弟，神谷提出要對方為自己寫傳記的要求，同時告訴德永：「既然身為漫才師，演出有趣的漫才當然是絕對的使命，所有的日常活動，一切都為了漫才。漫才是只有相信自己是真正的傻子的人才能做得好的。」這句話是〈火花〉的主旨。之後，神谷再邀德永喝酒，其日常也如他說的，不斷重複傻瓜行動。
5. ↑  簡白. . 中國時報. 2015年11月4日  [2016年1月11日] （中文（繁體））. 　搞笑諧星又吉直樹，標榜「藝人寫純文學作品在純文學雜誌初登場」的中篇小說〈火花〉，發表於今年2月號《文學界》，雜誌熱賣4萬本，取得今年上半期芥川龍之介獎提名，引起話題，最終獲獎。與此同時，《文藝春秋》9月特別號公開芥川獎評審紀錄並重新登載〈火花〉，並且增印至110萬3千本。而〈火花〉的單行本則售出約240萬本。其後，付費動畫配信Netflix與又吉直樹的經紀公司吉本興業攜手，製作〈火花〉影集版，預定本月上旬開拍，明年春天推出。[永久]
6. ↑  . ORICON STYLE. 2015年8月28日  [2016年1月11日]. （原始内容存档于2017年10月5日） （日语）. お笑いタレントの作品として史上初めて芥川賞を受賞して話題の又吉直樹作『火花』（文藝春秋）が初映像化されることが27日、わかった。水面下で熾烈な争奪戦を繰り広げられたであろう同作の映像化を手がけるのは、9月2日より日本でサービスを開始する有料動画配信の世界最大手、Netflix（ネットフリックス、本社：米カリフォルニア州ロス・ガトス）。“動画配信の黒船”とも称される同社と吉本興業（本社：東京都新宿区）がタッグを組み、2016年にNetflixで独占配信される。又吉は「どうなるのか僕も楽しみです。早く見てみたいです！」と喜びのコメントを寄せた。
7. ↑  三采文化. . Facebook. 2016年5月1日  [2016年6月3日] （中文（繁體））. 這部日本2015年最暢銷的年度冠軍書，日前已確定由三采文化取得繁體中文版權。將於今年6月份正式出版與大家見面！
8. ↑  内田 涼. . 朝日新聞&M. 2016年6月3日  [2016年6月3日]. （原始内容存档于2016年8月9日） （日语）. 又吉直樹（ピース）の芥川賞受賞作を実写化したNETFLIXオリジナルドラマ『火花』の完成披露イベントが6月2日、都内で行われ、又吉をはじめ、主演の林遣都と波岡一喜、共演する門脇麦、好井まさお（井下好井）、村田秀亮（とろサーモン）、菜葉菜、徳永えり、高橋メアリージュン、廣木隆一監督、白石和彌監督、沖田修一監督、久万真路監督、毛利安孝監督が出席。また、挿入歌「二人で feat.西内まりや＆YU-A」をSPICY CHOCOLATEと西内、YU-Aが披露した。
9. ↑  . 新华网. 2017年7月12日  [2018年3月22日]. （原始内容存档于2018年3月22日） （中文）.
10. ↑  . 映画ナタリー (株式会社ナターシャ). 2015-10-19  [2015-10-19]. （原始内容存档于2019-08-11）.
11. 1 2  . Sponichi Annex (スポーツニッポン新聞社). 2015-12-22  [2015-12-22]. （原始内容存档于2017-07-28）.
12. 1 2 3 4  . Sponichi Annex (スポーツニッポン新聞社). 2015-12-22  [2015-12-22]. （原始内容存档于2017-07-28）.
13. 1 2 3 4 5 6 7 8 9 10 11 12
14. ↑  . ORICON STYLE. 2016-03-02  [2016-03-02]. （原始内容存档于2017-07-09）.
15. ↑  . 東京中日スポーツ. 2017-02-14  [2017-02-14]. （原始内容存档于2017-02-15）.

## 外部連結
- 《火花》的官方網站